# NHK杯テレビ将棋トーナメント
NHK杯テレビ将棋トーナメント（エヌエイチケイはいテレビしょうぎトーナメント）は日本放送協会（NHK）及び日本将棋連盟が主催する将棋の棋戦であり、NHK Eテレで放送されているテレビ番組である。創設当初から第42回（1992年度）までは「NHK杯争奪 将棋トーナメント」と称されていた。
1951年（昭和26年）、当時の経営委員で旧東京日日新聞在職中に実力制名人戦を企画した阿部眞之助の肝入りで創設。当時はラジオ番組（『室内遊戯の時間』）であった。阿部が第9代NHK会長に就任した後の第12回（1962年度）大会からテレビ放送がスタートした。
対局者双方の持ち時間が少ない早指し戦であり、トーナメント方式で争われる。
優勝者には「NHK杯選手権者」（略称「NHK杯」）の称号が贈られ、次期の優勝者にその称号が贈られるまで主にNHKの将棋番組内や将棋講座テキスト（NHK出版）誌上で呼称される。

## 方式
予選と本戦からなり、本戦には棋士49名と女流棋士1名の計50名が出場する。本戦の対局はNHKのテレビスタジオで収録され、その模様が毎年4月から翌年3月にかけて毎週1局ずつ放送される。
本棋戦は全棋士参加棋戦である。
第1回（1951年度）から第30回（1980年度）までは上位棋士選抜棋戦であり、第1回（1951年度）の参加者は8名、第16回（1966年度）から16名に増え、第27回（1977年度）から26名に増えた。
第31回（1981年度）から全棋士参加棋戦に移行し、現行のシステムとなっている。

### 本戦シード
抽選時（前年12月末時点）において下記の条件を満たす者（32名）は予選が免除され、本戦シードとなる。またそのうち14名は本戦2回戦シードとなる。シード順は以下の通り（2025年度現在）。
1. 前年度ベスト4（確定2回戦シードでさらに準決勝まで直接対決しないようにトーナメント表が組まれる）
2. タイトル保持者（確定2回戦シード）
3. 順位戦A級の棋士（基本2回戦シードだが人数によっては1回戦からの参加になることもある。シードは確定）
4. 永世称号呼称者（2回戦もしくは1回戦からのシード）[注釈 4]
5. 順位戦B級1組の棋士（基本1回戦からの参加だが人数によっては2回戦からの参加になることもある）
6. 棋戦優勝者[注釈 5]（将棋オープン戦・将棋日本シリーズ[注釈 6]・新人王戦[注釈 7]・銀河戦）（ここから下は確定で1回戦からの参加となる）
7. 女流タイトル保持者1名（女流タイトル保持者が複数いる場合に出場女流棋士決定戦が行われる）
8. 総合成績優秀者[注釈 8]

1回戦の組み合わせは、2024年度より36名の抽選方式になった。以前は予選通過者18名に1回戦シード17名・女流1名との組み合わせによる抽選方式であった。2回戦から登場のシード14名は基本的に1～4の者が該当するが、シード権保持者の人数によっては調整により、時に順位戦A級でも下位の棋士（主にB級1組からの昇級者）は1回戦からの参加になったり、あるいはB級1組でも上位の棋士（主にA級からの降級者）は2回戦からの参加となることもある。
この他、名誉NHK杯選手権者も上記のシード要件に該当しない場合にシード対象となる（後述）。

### 本戦の対局ルール
先後（先手・後手）の決定は全局振り駒で行う。
持ち時間は各10分（対局時計使用）で、それを使い切ると1手30秒未満となる。ただし、秒読みに入ってから1分単位で合計10回の「考慮時間」をそれぞれ使用できる。
千日手となった場合は、他の棋戦と同様、先後を入れ替えての指し直しとなる。指し直し局は千日手局での持ち時間と考慮時間が引き継がれる。ただし、残りが考慮時間4回以下であった対局者がいる場合は考慮時間は少ない方の対局者が5回になるまで両者に平等に加算されるが、この措置で考慮時間が10回を超える分はどのよう形で持ち時間に加算されるかは不明である。持将棋となった場合も、千日手と同様に指し直しで決着を付ける。

### 予選
本戦シード以外の棋士は東西の将棋会館でトーナメント方式の予選を行い、勝ち残った18名（関東12名、関西6名）が本戦に出場する。予選は持ち時間各20分・切れると一手30秒の早指し戦を1日最大3局（棋士によっては2局）行う。
本戦に出場する女流棋士1名は、前年12月末時点の女流タイトル保持者で行う、出場女流棋士決定戦（NHK杯のうち、これのみ非公式戦）の勝者である。出場女流棋士決定戦の決勝・準決勝などは本戦と同じ対局場で行われ、毎期のNHK杯決勝戦が放映された後の3月下旬に、NHK杯と将棋フォーカスの時間枠（日曜日の10時 - 12時）で放映される。
詳細は「出場女流棋士決定戦」節を参照。

### 在籍期限を満了したフリークラス編入棋士の特例参加
本戦トーナメント準決勝進出者（ベスト4）が、フリークラス規定の在籍期限を満了したフリークラス編入棋士である場合、その在籍期限満了者は他棋戦については出場資格がなくなるが、NHK杯戦については次年度の棋戦に参加が可能となり、引退とはならない（2010年7月9日以降）。

## 各種記録

### 本戦出場記録
最多出場
第75回（2025年度）までの本戦最多出場は加藤一二三と谷川浩司の44回。
全棋士参加棋戦となった第31回以降では谷川浩司の43回が最多。
連続出場
第75回（2025年度）までの本戦最多連続出場は大山康晴と中原誠の42回。
休場不戦敗の年度を除いた場合は、大山康晴・中原誠・谷川浩司の41回。
全棋士参加棋戦となった第31回以降では谷川浩司と羽生善治の40回が最多。
最年長・最年少出場
本戦最年長出場は、有吉道夫の74歳（第60回）。
本戦最年長勝利は、丸田祐三の73歳（第42回）。
本戦最年少出場・最年少勝利は藤井聡太の14歳（第67回）。

### 優勝記録
優勝数
第74回（2024年度）までの最多優勝は羽生善治の11回であり、次いで大山康晴が8回、加藤一二三が7回、中原誠が6回（下表を参照）。
連覇
最高記録は羽生善治の4連覇（第58回 - 第61回）。他に、大山康晴（第4回 - 第5回）・羽生（第47回 - 第48回）・佐藤康光（第56回 - 第57回）が2連覇を記録。
最年長・最年少・最低段
最年長優勝は、大山康晴の61歳（第33回）。全棋士参加棋戦の史上最年長優勝でもある。
最年少優勝は、羽生善治の18歳（第38回）。
最低段位優勝は、櫛田陽一の四段での優勝（第39回）。

#### 名誉NHK杯選手権者
通算10回優勝すると名誉NHK杯選手権者（名誉NHK杯）の称号が贈られる。タイトル戦の永世称号や名誉称号に類似するが、「原則引退後に名乗る」ものではなく、そのまま名乗ることができる。第74回（2024年度）までにこの称号を得たのは羽生善治のみである。ただし羽生が第68回途中で竜王を失冠し無冠となった際は、以降の放送分では「名誉NHK杯」ではなく他棋戦と同様「九段」で呼称されている。なお、囲碁のNHK杯戦では通算11回優勝の坂田栄男（故人）が名誉NHK杯の称号を保持している。
なお、当棋戦では「永世」ではなく、囲碁トーナメントの称号と同じく「名誉」を冠している。
名誉NHK杯の棋士は本戦の永久シード権を有し、現役を引退するまで予選参加が免除される。

#### 歴代決勝結果
称号・段位は当時のもの。優勝欄の数字は、その時点での通算優勝回数。
（第61回以降は、回表示の数字が単独回の項へのリンク。）
| 回 | 年度 | 優勝 (優勝回数) | 優勝 (優勝回数) | 準優勝           | ベスト4          | ベスト4          | 備考                          |
| -- | ---- | --------------- | --------------- | ---------------- | ---------------- | ---------------- | ----------------------------- |
| 1  | 1951 | 木村義雄 名人   |                 | 升田幸三 八段    | 丸田祐三 八段    | 塚田正夫 八段    | ラジオ放送でスタート。8人制。 |
| 2  | 1952 | 升田幸三 八段   |                 | 丸田祐三 八段    | 原田泰夫 八段    | 大山康晴 名人    |                               |
| 3  | 1953 | 塚田正夫 九段   |                 | 花村元司 八段    | 小堀清一 八段    | 松田茂行 八段    |                               |
| 4  | 1954 | 大山康晴 名人   |                 | 塚田正夫 NHK杯   | 花村元司 八段    | 松田茂行 八段    |                               |
| 5  | 1955 | 大山康晴 NHK杯  | 2               | 灘蓮照 八段      | 大野源一 八段    | 塚田正夫 九段    |                               |
| 6  | 1956 | 原田泰夫 八段   |                 | 灘蓮照 八段      | 花村元司 八段    | 大山康晴 NHK杯   |                               |
| 7  | 1957 | 升田幸三 名人   | 2               | 灘蓮照 八段      | 花村元司 八段    | 大山康晴 前名人  |                               |
| 8  | 1958 | 灘蓮照 八段     |                 | 大山康晴 王将    | 丸田祐三 八段    | 二上達也 八段    |                               |
| 9  | 1959 | 丸田祐三 八段   |                 | 大野源一 八段    | 大山康晴 名人    | 塚田正夫 九段    |                               |
| 10 | 1960 | 加藤一二三 八段 |                 | 大山康晴 名人    | 塚田正夫 九段    | 灘蓮照 八段      |                               |
| 11 | 1961 | 大山康晴 名人   | 3               | 加藤博二 八段    | 二上達也 八段    | 花村元司 八段    |                               |
| 12 | 1962 | 灘蓮照 八段     | 2               | 升田幸三 九段    | 大山康晴 NHK杯   | 二上達也 八段    | テレビ放送に移行。            |
| 13 | 1963 | 升田幸三 九段   | 3               | 加藤一二三 八段  | 丸田祐三 八段    | 灘蓮照 八段      |                               |
| 14 | 1964 | 大山康晴 名人   | 4               | 塚田正夫 九段    | 丸田祐三 八段    | 二上達也 八段    |                               |
| 15 | 1965 | 丸田祐三 八段   | 2               | 升田幸三 九段    | 山田道美 八段    | 塚田正夫 九段    |                               |
| 16 | 1966 | 加藤一二三 八段 | 2               | 二上達也 八段    | 山田道美 八段    | 灘蓮照 八段      | 出場16名となる。              |
| 17 | 1967 | 大友昇 七段     |                 | 二上達也 八段    | 加藤一二三 NHK杯 | 有吉道夫 八段    |                               |
| 18 | 1968 | 丸田祐三 八段   | 3               | 山田道美 八段    | 加藤博二 八段    | 升田幸三 九段    |                               |
| 19 | 1969 | 内藤國雄 棋聖   |                 | 関根茂 八段      | 芹沢博文 八段    | 花村元司 八段    |                               |
| 20 | 1970 | 大山康晴 名人   | 5               | 中原誠 十段      | 加藤博二 八段    | 升田幸三 九段    |                               |
| 21 | 1971 | 加藤一二三 八段 | 3               | 大内延介 七段    | 大山康晴 NHK杯   | 米長邦雄 八段    |                               |
| 22 | 1972 | 大山康晴 九段   | 6               | 米長邦雄 八段    | 佐藤大五郎 八段  | 加藤一二三 NHK杯 |                               |
| 23 | 1973 | 加藤一二三 九段 | 4               | 内藤國雄 棋聖    | 丸田祐三 八段    | 二上達也 八段    |                               |
| 24 | 1974 | 中原誠 名人     |                 | 内藤國雄 九段    | 大山康晴 十段    | 加藤一二三 NHK杯 |                               |
| 25 | 1975 | 大内延介 八段   |                 | 二上達也 九段    | 森雞二 七段      | 中原誠 NHK杯     |                               |
| 26 | 1976 | 加藤一二三 九段 | 5               | 米長邦雄 八段    | 桐山清澄 八段    | 板谷進 八段      | カラー放送となる。            |
| 27 | 1977 | 中原誠 名人     | 2               | 加藤一二三 NHK杯 | 米長邦雄 八段    | 大内延介 八段    | 出場26名となる。              |
| 28 | 1978 | 米長邦雄 八段   |                 | 真部一男 六段    | 加藤一二三 棋王  | 芹沢博文 八段    |                               |
| 29 | 1979 | 大山康晴 王将   | 7               | 森雞二 八段      | 勝浦修 八段      | 有吉道夫 九段    |                               |
| 30 | 1980 | 有吉道夫 九段   |                 | 中原誠 名人      | 石田和雄 八段    | 森安秀光 八段    |                               |

| 回 | 年度 | 優勝 (優勝回数)    | 優勝 (優勝回数) | 準優勝           | ベスト4         | ベスト4         | 備考 |
| -- | ---- | ------------------ | --------------- | ---------------- | --------------- | --------------- | --- |
| 31 | 1981 | 加藤一二三 十段    | 6               | 伊藤果 五段      | 木下晃 五段     | 桜井昇 六段     | 全棋士参加、本戦50名、予選制導入。毎週の放送となる。                                                                                        |
| 32 | 1982 | 中原誠 十段        | 3               | 青野照市 七段    | 谷川浩司 八段   | 桐山清澄 八段   | |
| 33 | 1983 | 大山康晴十五世名人 | 8               | 加藤一二三前名人 | 大内延介 八段   | 米長邦雄 二冠   | 大山が最年長優勝。 |
| 34 | 1984 | 田中寅彦 八段      |                 | 加藤一二三 王位  | 内藤國雄 九段   | 淡路仁茂 八段   | |
| 35 | 1985 | 谷川浩司 前名人    |                 | 内藤國雄 九段    | 西村一義 八段   | 佐伯昌優 七段   | |
| 36 | 1986 | 前田祐司 七段      |                 | 森雞二 九段      | 中原誠 名人     | 淡路仁茂 八段   | 千日手指し直しの熱戦を前田が制す。 |
| 37 | 1987 | 中原誠 名人        | 4               | 中村修 王将      | 福崎文吾 十段   | 高橋道雄 二冠   | |
| 38 | 1988 | 羽生善治 五段      |                 | 中原誠 NHK杯     | 谷川浩司 王位   | 内藤國雄 九段   | 羽生が最年少優勝。 |
| 39 | 1989 | 櫛田陽一 四段      |                 | 島朗 前竜王      | 中原誠 二冠     | 森下卓 五段     | 四段の棋士が本戦初出場で優勝。 |
| 40 | 1990 | 先崎学 五段        |                 | 南芳一 棋王      | 羽生善治 竜王   | 谷川浩司 名人   | |
| 41 | 1991 | 羽生善治 棋王      | 2               | 塚田泰明 八段    | 丸山忠久 四段   | 高橋道雄 九段   | |
| 42 | 1992 | 中原誠 名人        | 5               | 島朗 七段        | 加藤一二三 九段 | 谷川浩司 竜王   | 高柳敏夫門下の兄弟弟子対決。 |
| 43 | 1993 | 加藤一二三 九段    | 7               | 佐藤康光 竜王    | 南芳一 九段     | 森内俊之 六段   | 女流棋士出場枠が設けられる。 |
| 44 | 1994 | 中原誠 永世十段    | 6               | 米長邦雄 前名人  | 佐藤康光 竜王   | 羽生善治 四冠   | |
| 45 | 1995 | 羽生善治 竜王名人  | 3               | 中川大輔 六段    | 深浦康市 五段   | 行方尚史 四段   | 決勝が初の公開対局。 羽生がタイトル七冠制覇とNHK杯戦でも優勝。                                                                              |
| 46 | 1996 | 森内俊之 八段      |                 | 屋敷伸之 七段    | 丸山忠久 六段   | 島朗 八段       | |
| 47 | 1997 | 羽生善治 四冠      | 4               | 村山聖 八段      | 中原誠 永世十段 | 島朗 八段       | |
| 48 | 1998 | 羽生善治 NHK杯     | 5               | 堀口一史座 五段  | 久保利明 五段   | 杉本昌隆 五段   | |
| 49 | 1999 | 鈴木大介 六段      |                 | 郷田真隆 八段    | 加藤一二三 九段 | 森下卓 八段     | 決勝が公開対局（テント（2000）みんなの広場）。                                                                                              |
| 50 | 2000 | 羽生善治 五冠      | 6               | 久保利明 六段    | 森下卓 八段     | 森内俊之 八段   | 記念大会、総勢53名。 決勝対局場が初の東京以外（関西将棋会館）。                                                                             |
| 51 | 2001 | 森内俊之 八段      | 2               | 佐藤康光 王将    | 羽生善治 NHK杯  | 藤井猛 竜王     | |
| 52 | 2002 | 三浦弘行 八段      |                 | 先崎学 八段      | 丸山忠久 名人   | 谷川浩司 九段   | |
| 53 | 2003 | 久保利明 八段      |                 | 羽生善治 名人    | 谷川浩司 王位   | 丸山忠久 棋王   | |
| 54 | 2004 | 山崎隆之 六段      |                 | 羽生善治 四冠    | 郷田真隆 九段   | 森内俊之 竜王   | |
| 55 | 2005 | 丸山忠久 九段      |                 | 渡辺明 竜王      | 羽生善治 四冠   | 三浦弘行 八段   | |
| 56 | 2006 | 佐藤康光 棋聖      |                 | 森内俊之 名人    | 野月浩貴 七段   | 窪田義行 五段   | |
| 57 | 2007 | 佐藤康光 NHK杯     | 2               | 鈴木大介 八段    | 長沼洋 七段     | 渡辺明 竜王     | 決勝がNHK杯囲碁・将棋を通じて史上初の生放送。                                                                                               |
| 58 | 2008 | 羽生善治 名人      | 7               | 森内俊之 九段    | 久保利明 八段   | 佐藤康光 NHK杯  | |
| 59 | 2009 | 羽生善治 NHK杯     | 8               | 糸谷哲郎 五段    | 丸山忠久 九段   | 渡辺明 竜王     | |
| 60 | 2010 | 羽生善治 NHK杯     | 9               | 糸谷哲郎 五段    | 渡辺明 竜王     | 丸山忠久 九段   | 記念大会、女流枠2で総勢51名。羽生が史上初の3連覇。 決勝戦のラジオ放送を実施。 2年連続同一決勝カード（史上初）、2年連続同一ベスト4（史上初） |
| 61 | 2011 | 羽生善治 NHK杯     | 10              | 渡辺明 竜王      | 畠山鎮 七段     | 久保利明 二冠   | 羽生が4連覇、10度目の優勝で名誉NHK杯の称号を得る。 決勝戦のラジオ放送を実施。                                                               |
| 62 | 2012 | 渡辺明 竜王        |                 | 羽生善治 NHK杯   | 鈴木大介 八段   | 郷田真隆 棋王   | 羽生のNHK杯連勝記録が24でストップ。 決勝戦のラジオ放送を実施。 2年連続同一決勝カード（史上2度目）                                           |
| 63 | 2013 | 郷田真隆 九段      |                 | 丸山忠久 九段    | 西川和宏 四段   | 大石直嗣 四段   | |
| 64 | 2014 | 森内俊之 九段      | 3               | 行方尚史 八段    | 深浦康市 九段   | 橋本崇載 八段   | |
| 65 | 2015 | 村山慈明 七段      |                 | 千田翔太 五段    | 広瀬章人 八段   | 久保利明 九段   | |
| 66 | 2016 | 佐藤康光 九段      | 3               | 佐藤和俊 六段    | 佐藤天彦 八段   | 橋本崇載 八段   | 佐藤が将棋連盟会長としての優勝。 |
| 67 | 2017 | 山崎隆之 八段      | 2               | 稲葉陽 八段      | 郷田真隆 九段   | 豊島将之 八段   | 2回戦第5局、藤井-森内戦が2度目の生放送。 |
| 68 | 2018 | 羽生善治 九段      | 11              | 郷田真隆 九段    | 丸山忠久 九段   | 森内俊之 九段   | 羽生が最多優勝記録を11に伸ばす。 |
| 69 | 2019 | 深浦康市 九段      |                 | 稲葉陽 八段      | 行方尚史 八段   | 斎藤慎太郎 王座 | |
| 70 | 2020 | 稲葉陽 八段        |                 | 斎藤慎太郎 八段  | 佐藤天彦 九段   | 山崎隆之 八段   | |
| 71 | 2021 | 豊島将之 九段      |                 | 松尾歩 八段      | 羽生善治 九段   | 深浦康市 九段   | |
| 72 | 2022 | 藤井聡太 竜王      |                 | 佐々木勇気 八段  | 八代弥 七段     | 広瀬章人 八段   | 藤井が2022年度一般棋戦全制覇。優勝杯の肩書は「五冠」となっている。                                                                          |
| 73 | 2023 | 佐々木勇気 八段    |                 | 藤井聡太 NHK杯   | 増田康宏 七段   | 羽生善治 九段   | 2年連続同一決勝カード（史上3度目） |
| 74 | 2024 | 藤井聡太 竜王名人  | 2               | 郷田真隆 九段    | 増田康宏 八段   | 近藤誠也 八段   | |

## 女流棋士の出場枠
第43回（1993年度）から女流棋士の出場枠を設けている。原則として例年の出場枠は1名であるが、第50回（2000年度）では2名の女流棋士が本戦出場し、女流同士で初戦を戦っている。
2021年2月より、本戦トーナメントベスト4まで勝ち進んだ女流棋士に、棋士編入試験の受験資格が与えられることとなっている。

### 結果
| 回 | 年度 | 出場女流   | 勝敗 | 対戦相手 |
| -- | ---- | ---------- | ---- | -------- |
| 43 | 1993 | 中井広恵   | ●    | 先崎学   |
| 44 | 1994 | 清水市代   | ●    | 平藤眞吾 |
| 45 | 1995 | 清水市代   | ●    | 畠山成幸 |
| 46 | 1996 | 清水市代   | ●    | 飯塚祐紀 |
| 47 | 1997 | 清水市代   | ●    | 深浦康市 |
| 48 | 1998 | 清水市代   | ●    | 北浜健介 |
| 49 | 1999 | 清水市代   | ●    | 石川陽生 |
| 50 | 2000 | 清水市代   | ●    | 中井広恵 |
| 50 | 2000 | 中井広恵   | ○    | 清水市代 |
| 50 | 2000 | 中井広恵   | ●    | 野月浩貴 |
| 51 | 2001 | 清水市代   | ●    | 畠山成幸 |
| 52 | 2002 | 清水市代   | ●    | 加瀬純一 |
| 53 | 2003 | 中井広恵   | ○    | 畠山鎮   |
| 53 | 2003 | 中井広恵   | ○    | 青野照市 |
| 53 | 2003 | 中井広恵   | ●    | 中原誠   |
| 54 | 2004 | 中井広恵   | ○    | 佐藤秀司 |
| 54 | 2004 | 中井広恵   | ●    | 佐藤康光 |
| 55 | 2005 | 清水市代   | ●    | 川上猛   |
| 56 | 2006 | 千葉涼子   | ●    | 中田功   |
| 57 | 2007 | 千葉涼子   | ●    | 佐藤和俊 |
| 58 | 2008 | 清水市代   | ●    | 糸谷哲郎 |
| 59 | 2009 | 矢内理絵子 | ●    | 櫛田陽一 |

| 回 | 年度 | 出場女流 | 勝敗 | 対戦相手   |
| -- | ---- | -------- | ---- | ---------- |
| 60 | 2010 | 里見香奈 | ●    | 小林裕士   |
| 60 | 2010 | 清水市代 | ●    | 堀口一史座 |
| 61 | 2011 | 甲斐智美 | ●    | 島朗       |
| 62 | 2012 | 甲斐智美 | ●    | 野月浩貴   |
| 63 | 2013 | 上田初美 | ●    | 西川和宏   |
| 64 | 2014 | 香川愛生 | ●    | 熊坂学     |
| 65 | 2015 | 甲斐智美 | ●    | 藤森哲也   |
| 66 | 2016 | 加藤桃子 | ●    | 佐藤和俊   |
| 67 | 2017 | 加藤桃子 | ●    | 近藤誠也   |
| 68 | 2018 | 加藤桃子 | ○    | 及川拓馬   |
| 68 | 2018 | 加藤桃子 | ●    | 森内俊之   |
| 69 | 2019 | 里見香奈 | ○    | 高崎一生   |
| 69 | 2019 | 里見香奈 | ●    | 稲葉陽     |
| 70 | 2020 | 西山朋佳 | ●    | 佐々木慎   |
| 71 | 2021 | 西山朋佳 | ●    | 八代弥     |
| 72 | 2022 | 里見香奈 | ●    | 今泉健司   |
| 73 | 2023 | 里見香奈 | ○    | 船江恒平   |
| 73 | 2023 | 里見香奈 | ●    | 久保利明   |
| 74 | 2024 | 西山朋佳 | ○    | 木村一基   |
| 74 | 2024 | 西山朋佳 | ●    | 藤井聡太   |
| 75 | 2025 | 西山朋佳 | ●    | 村中秀史   |

第53回（2003年度）で中井広恵女流三冠が畠山鎮六段を破り、NHK杯では女流棋士として初めて棋士からの白星を挙げた。中井はさらに2回戦で順位戦A級在籍中であった青野照市九段に勝利した（3回戦で中原誠永世十段に敗れた）。中井は翌54回（2004年度）にも出場し、1回戦で佐藤秀司六段に勝利した（2回戦で佐藤康光棋聖に敗れた）。なお、第50回は清水と中井の女流棋士2名が本戦初戦で対決している（公式棋戦扱い）。
中井が2年連続でNHK杯で白星を挙げたものの、その後はNHK杯で勝利する女流棋士は久しく現れなかった。しかし、第68回（2018年）で加藤桃子女王が及川拓馬六段に勝利し、女流棋士枠出場者として14年ぶりとなるNHK杯での白星を挙げた。続く第69回（2019年度）では、9年ぶりに出場した里見香奈女流五冠が高崎一生六段に勝利し、2年連続で女流棋士としてのNHK杯での白星を挙げた。

### 出場女流棋士決定戦
本戦に出場する女流棋士1名は「出場女流棋士決定戦」の勝者である。出場女流棋士決定戦はNHK杯の予選に含まれず、非公式戦である。

#### 過去の出場女流棋士決定戦
第50回（2000年度）に女流棋士6名により行われたのが最初である。勝ち上がった清水市代女流三冠と中井広恵女流五段の2名が本戦に出場し、1回戦で清水と中井が対局した。この対局の勝敗は、両対局者が女流棋士であったにもかかわらず、日本将棋連盟公式サイトの「女流棋士公式戦（「男性棋戦」）通算成績一覧」に「2000/5/22 NHK杯 中井○−●清水」として掲載されている。
第55回（2005年度）からは原則として毎年行われている。参加資格は女流棋界の状況により変動する。参加者が3名以上の場合はトーナメント戦となる。第67回（2017年度）からは、タイトルを保持する女性奨励会員も参加している。
※ 第60回（2010年度）は、記念大会として本戦に出場する女流棋士が2名に増員された。
| 回     | 年度       | 勝者（本戦出場）    | 決勝敗退            | 決勝戦以外の対局組合せ | 備考                                                | 参加資格                                          |
| 43｜49 | 1993｜1999 | ( 1名 本戦出場 )    | ( - )               | ( - ) |                                                     |                                                   |
| 50     | 2000       | 清水市代 女流三冠   | 斎田晴子 女流三段   | ○斎田晴子 女流三段 - ●蛸島彰子 女流五段 | 本戦で女流同士対局(勝者は中井) 予選は女流棋戦の扱い | -                                                 |
| 50     | 2000       | 中井広恵 女流五段   | 石橋幸緒 女流王将   | ○中井広恵 女流五段 - ●山下カズ子 女流五段 | 本戦で女流同士対局(勝者は中井) 予選は女流棋戦の扱い | -                                                 |
| 51｜54 | 2001｜2004 | ( 1名 本戦出場 )    | ( - )               | ( - ) |                                                     |                                                   |
| 55     | 2005       | 清水市代 女流三冠   | 中井広恵 女流王将   | (他の出場資格者なし) |                                                     | タイトル保持者 (奨励会員以外)                     |
| 56     | 2006       | 千葉涼子 女流王将   | 清水市代 女流三冠   | (他の出場資格者なし) |                                                     | タイトル保持者 (奨励会員以外)                     |
| 57     | 2007       | 千葉涼子 女流王将   | 清水市代 女流王位   | ○千葉涼子 女流王将 - ●斎田晴子 倉敷藤花 ○清水市代 女流王位 - ●矢内理絵子 女流名人 |                                                     | タイトル保持者 (奨励会員以外)                     |
| 58     | 2008       | 清水市代 女流二冠   | 矢内理絵子 女流名人 | ○矢内理絵子 女流名人 - ●石橋幸緒 女流王位 |                                                     | タイトル保持者 (奨励会員以外)                     |
| 59     | 2009       | 矢内理絵子 女王     | 石橋幸緒 女流王位   | ○矢内理絵子 女王 - ●清水市代 女流名人・女流王将 ○石橋幸緒 女流王位 - ●里見香奈 倉敷藤花                                                                                                 |                                                     | タイトル保持者 (奨励会員以外)                     |
| 60     | 2010       | 里見香奈 女流二冠   | 矢内理絵子 女王     | 【負け残りトーナメント方式】 (1回戦) ○里見香奈 - ●矢内理絵子 (2回戦) ○清水市代 - ●矢内理絵子                                                                                            | 記念大会のため女流出場枠2名 (本戦51名で実施)        | タイトル保持者 (奨励会員以外)                     |
| 60     | 2010       | 清水市代 女流二冠   | 矢内理絵子 女王     | 【負け残りトーナメント方式】 (1回戦) ○里見香奈 - ●矢内理絵子 (2回戦) ○清水市代 - ●矢内理絵子                                                                                            | 記念大会のため女流出場枠2名 (本戦51名で実施)        | タイトル保持者 (奨励会員以外)                     |
| 61     | 2011       | 甲斐智美 女流二冠   | 里見香奈 女流三冠   | (他の出場資格者なし) |                                                     | タイトル保持者 (奨励会員以外)                     |
| 62     | 2012       | 甲斐智美 女流王位   | 上田初美 女王       | (他の出場資格者なし) | [ 注釈 32 ]                                         | タイトル保持者 (奨励会員以外)                     |
| 63     | 2013       | (上田初美 女王)     | -                   | (他の出場資格者なし) | [ 注釈 33 ]                                         | タイトル保持者 (奨励会員以外)                     |
| 64     | 2014       | 香川愛生 女流王将   | 甲斐智美 女流二冠   | (他の出場資格者なし) | [ 注釈 34 ]                                         | タイトル保持者 (奨励会員以外)                     |
| 65     | 2015       | 甲斐智美 女流二冠   | 香川愛生 女流王将   | (他の出場資格者なし) | [ 注釈 34 ]                                         | タイトル保持者 (奨励会員以外)                     |
| 66     | 2016       | (加藤桃子 女流二冠) | -                   | (出場資格者なし) (連盟推薦により加藤が本戦出場) | [ 注釈 35 ]                                         | タイトル保持者 (奨励会員以外)                     |
| 67     | 2017       | 加藤桃子 女王       | 伊藤沙恵 女流二段   | (1回戦)○岩根忍 女流三段 - ●香川愛生 女流三段 (1回戦)○伊藤沙恵 女流二段 - ●清水市代 女流六段 (2回戦)○伊藤沙恵 女流二段 - ●岩根忍 女流三段 (3回戦)○伊藤沙恵 女流二段 - ●室谷由紀 女流二段 | [ 注釈 36 ]                                         | (奨励会員含む) タイトル保持者 及び タイトル挑戦者 |
| 68     | 2018       | 加藤桃子 女王       | 伊藤沙恵 女流二段   | (1回戦) ○伊藤沙恵 女流二段 - ●上田初美 女流三段 | [ 注釈 36 ]                                         | (奨励会員含む) タイトル保持者 及び タイトル挑戦者 |
| 69     | 2019       | 里見香奈 女流四冠   | 西山朋佳 女王       | (1回戦) ○西山朋佳 女王 - ●渡部愛 女流王位 |                                                     | (奨励会員含む) タイトル保持者                     |
| 70     | 2020       | 西山朋佳 女流三冠   | 里見香奈 女流四冠   | (他の出場資格者なし) |                                                     | (奨励会員含む) タイトル保持者                     |
| 71     | 2021       | 西山朋佳 女流三冠   | 里見香奈 女流四冠   | (他の出場資格者なし) |                                                     | (奨励会員含む) タイトル保持者                     |
| 72     | 2022       | 里見香奈 女流四冠   | 加藤桃子 清麗       | (1回戦) ○加藤桃子 清麗 - ●西山朋佳 白玲・女王 |                                                     | (奨励会員含む) タイトル保持者                     |
| 73     | 2023       | 里見香奈 女流五冠   | 西山朋佳 女流二冠   | (1回戦) ○西山朋佳 女流二冠 - ●伊藤沙恵 女流名人 |                                                     | (奨励会員含む) タイトル保持者                     |
| 74     | 2024       | 西山朋佳 女流三冠   | 福間香奈 女流五冠   | (他の出場資格者なし) |                                                     | (奨励会員含む) タイトル保持者                     |
| 75     | 2025       | 西山朋佳 女流三冠   | 福間香奈 女流五冠   | (他の出場資格者なし) |                                                     | (奨励会員含む) タイトル保持者                     |

## テレビ放送・ラジオ放送
ラジオ放送
テレビ放送
1962年10月14日から「NHK杯争奪トーナメント」のテレビ放送を開始、将棋（第12回）と囲碁（第10回）との隔週交代の形式で日曜16:30-17:55(85分間)の枠で放送された。第12回の決勝戦は1963年1月3日の12:00-13:30(90分間)の枠で「優勝戦」として放送された。「第13回」(将棋)は1回戦第1局が1964年1月3日の枠で放送、以後、同年3月22日まで日曜日の12:00-13:30の枠で「NHK杯争奪トーナメント」として囲碁との隔週交代の形式で放送された。1964年4月からは日曜昼の12:30-14:00(90分間)の放送枠において囲碁将棋講座の番組を編成、同枠で1月から3月にかけての3か月間「NHK杯争奪トーナメント」を囲碁と将棋とで隔週交代する形式での放送が、1966年3月まで続いた。
1966年度の第16回から出場者が16名に倍増したこともあり、「NHK杯争奪トーナメント」は1966年9月から1967年3月まで日曜昼の12:00-13:30(90分間)の枠で囲碁と将棋とで隔週交代する形式で放送。以後、1976年度まで同様の日程で放送された。
1977年度の第27回から出場者が26名に増え、1977年4月から翌年3月までの通年で、囲碁と将棋とで隔週交代する形式で日曜昼の12:30-14:00の枠(90分間)で放送された。
全棋士参加棋戦となった第31回以降は毎週日曜午前の放送となっている。
【選抜棋戦】
- 1962年度(第12回)-1962年度(第12回)：隔週日曜16:30-17:55 (85分間、1962年10月14日-1963年1月3日)
- 1963年度(第13回)-1963年度(第13回)：隔週日曜12:00-13:30 (90分間、1964年1月3日-1964年3月22日)
- 1964年度(第14回)-1965年度(第15回)：隔週日曜12:30-14:00 (90分間、1月-3月)
- 1966年度(第16回)-1976年度(第26回)：隔週日曜12:00-13:30 (90分間、9月-翌年3月)
- 1977年度(第27回)-1980年度(第30回)：隔週日曜12:00-13:30 (90分間、4月-翌年3月)

【全棋士参加棋戦】
- 1981年度(第31回)-1983年度(第33回)：毎週日曜11:15-12:30 (75分間)
- 1984年度(第34回)-1985年度(第35回)：毎週日曜10:45-12:00 (75分間)
- 1986年度(第36回)-1989年度(第39回)：毎週日曜10:35-12:00 (85分間)
- 1990年度(第40回)-1990年度(第40回)：毎週日曜10:20-11:45 (85分間)
- 1991年度(第41回)-2010年度(第60回)：毎週日曜10:20-12:00 (100分間)
- 2011年度(第61回)-2011年度(第61回)：毎週日曜10:15-11:45 (90分間)
- 2012年度(第62回)-2012年度(第62回)：毎週日曜10:30-12:00 (90分間)

2012年4月以降は、NHK Eテレで毎週日曜日に、「将棋フォーカス」から引き続く10:30 - 12:00に放送している。
2010年3月までは「将棋の時間」（日曜10:00 - 12:00）の第2部（10:20 - 12:00）として放送されていた。2010年4月-2012年3月は「囲碁・将棋フォーカス」放送に伴い、「将棋講座」（10:00 - 10:15）から引き続く10:15 - 11:45に放送されていた。高校野球の開催時期には放送時間が変更になることがある。
原則として事前収録の録画放送である（極稀であるが生放送の事例あり。#エピソード参照）。収録は、東京都渋谷区のNHK放送センターで原則として隔週月曜の午前と午後に各1局ずつ行われ、収録の約1ヶ月後に放映される。対局は畳の敷かれた和室を模したスタジオセットの対局場で行われ、その隅に解説者と聞き手が進行と解説を行う10畳ほどの小部屋がある。小部屋から対局者までの距離は約20メートルあり、小部屋の扉を閉めれば通常の声の大きさなら解説の声は聞こえない。
対局者は座布団に正座で対局に臨む（椅子に着席して対局するNHK杯テレビ囲碁トーナメントとは異なる）。この対局場には上座と下座の区別がなく、将棋盤を挟んで画面向かって左側に先手、右側に後手が着座する。
ラジオ放送から始まったため、司会（女流棋士）、解説者（棋士）、記録係（通常は奨励会員の初段以上）のほか棋譜読み上げ（女流棋士）が加わる。
駒は、初代光匠作の彫埋駒、書体はテレビ画面でも見やすいように初代書（一字書）を使用している。彫埋駒を使っている理由は、テレビに駒が映った時に漆が光らないようにするためである。
録画放送だが放送日以降にならないと、日本将棋連盟のホームページや「将棋世界」等に結果は掲載されない。棋譜はNHK出版のテキスト「将棋講座」に掲載される（概ね放送月の2ヶ月後に発行されるテキスト）。ただし連勝記録が関係する場合など、稀に放送日前に結果が報道されることもある。
オープニング映像ではBGMとともに、1994年度から2020年度までは、前年度ベスト16進出者の静止画が流れ、最後に前年度NHK杯選手権者が初手を指すシーンで終わったが、2021年度からはリニューアルされ、放送当日の対局者2名の顔がアップで映り、対局者と記録係を映して終わる。オープニング映像に続く司会者の挨拶で番組が始まる。司会者によってトーナメント表の勝ち上がりの状況が示されて、その後に両対局者の紹介と解説者の紹介が対局前に行われる。また、序盤の段階で両対局者のこれまでの対戦成績も紹介される。
入玉、千日手、その他の事情などで指し直し等長時間の将棋になった場合、途中を省略して手順のみを放送することがある。また、短時間で終わって放送時間が余りすぎた場合は過去の名勝負や棋界情報などを紹介する臨時番組（将棋の時間 を参照）が放送されることがあった。一般的には感想戦を放送して丁度良い程度に時間が余ることが多い。
第60回からは1回戦から毎回、対局者へのインタビューが放送されている。司会者（聞き手）による対局者一人ずつのインタビューであり、内容は、対局相手の印象、対局に当たっての抱負などである。放送映像では対局者のみが映り、聞き手は声のみである。なお、第65回では、3回戦以降インタビューは行われていない。
第67回からは大盤での解説の際に、対局室の様子と実際の盤面の様子がそれぞれワイプで表示される場合がある。また終局時に勝利棋士に対して表示されたテロップに、要した手数が表示されるようになった。
第68回からは対局時の消費時間がおよそ20～30秒を超えている場面で上方から盤面を映し出す際に、☗黒駒の中に「手番」の表示（後手番では☖白駒で上下反転）をするようになった。
第70回（2020年）から、字幕放送を実施する。字幕の色分けは司会者（聞き手）が黄色、解説者が水色、棋譜読み上げ係が緑色、記録係や対局者は白で表示される。
他社のインターネット配信番組でAIによる形勢判断が好評であることや、初心者にどちらの棋士が優勢なのかを分かりやすく説明するために、本番組でも第71回（2021年）から、AIによる形勢判断が画面上部に表示されるようになった。翌年度の第72回からはAI形勢表示に加え、1手ごとに「(先後の)手番」と「AI候補手」(3つまで)が表示されるようになった。
第72回（2022年）からは全般的に番組構成が見直され、冒頭のトーナメント紹介は当日の対局のブロックを画面で見せるだけとし、四段昇段時期や竜王戦・順位戦の在籍クラスなどの対局者紹介も省略し、実質的に対局放送時間の拡充が図られている。一方、対局後には感想戦の直前に「勝利者インタビュー」（2回戦からは勝者・敗者の両者へのインタビュー）が行われるようになった。感想戦の際には対局者名に勝者側を明示し、放送終了間際では対局者の感想戦を続けたままで、この日の対局結果と次回の対局者紹介を司会がナレーションで紹介し、感想戦を続ける勝利者を映しながら番組を終える構成になった。なお、対局後の感想戦を終えた時点で放送時間に余裕がある場合には、当日の対局の様子を「初手から終局までの早送り」で再現し、更に放送時間に余裕がある際には「対局のポイント解説」を解説者が行なう構成が用いられた。
第74回（2024年）から、適時、対局盤面と対局室の様子、及び解説盤面の3画面が表示される。
決勝戦の放送は毎年3月下旬になるが、気象業務法及び災害対策基本法の規定により、災害報道が優先される為、災害発生時は放送が中止され、後日に振り替えられる。
- 第54回の決勝戦の放送（2005年3月20日）は福岡県西方沖地震発生のニュースで中断し、そのまま1週間後の3月27日10:05に延期された。その時間に放送される予定だった女流予選（第55回）の放送は同日13:30からに変更された。
- 第57回（2007年度）の女流予選は、大会史上初めて女流4タイトルを分け合う4名によるトーナメント戦となった。この模様は女流棋士出場者決定戦として2007年3月25日 10:05からの放送予定であったが能登半島地震の発生により中止となり、同年3月30日 23:00および4月21日 15:00（再放送）からの放送となった。
- 2011年3月11日に発生した東北地方太平洋沖地震（東日本大震災）及び東京電力・福島第一原子力発電所での事故に伴う非常報道体制により、第60回（2010年度）の準決勝・第2局（当初放送予定2011年3月13日）と決勝（同3月20日）は全て放送が中止となり、それぞれ1週間先に放送日が延期された[15][16]。また、決勝は4月17日にも再放送がされた[17]。また、第60回記念として2011年3月21日に放送予定だったNHKラジオ第1放送「復活！ラジオNHK杯将棋トーナメント」（決勝戦の模様を放送。解説は米長邦雄永世棋聖・渡辺明竜王・佐藤康光九段[18]。司会は村上信夫アナウンサー。）も、放送日が5月5日（17:05分ごろ-18:50）に変更された。なお、NHKワールド・ラジオ日本では本番組は同時放送せず、FM放送・デジタルラジオ実用化試験放送の音楽番組に差し替えた（18:00からのニュースのみ通常通りラジオ第1と同時放送）。

## ネット配信
対局の勝負結果と棋譜については、放送翌日頃に公式サイトにて公開している。また、2020年4月より配信サービスを開始したNHKプラスでは、当番組についても地上波との同時配信と放送終了後のオンデマンド配信（見逃し番組配信）を行っている。なお、日本将棋連盟の棋譜中継アプリでは配信対象外となっている。

## 放送スケジュールの変更

### 第70回大会
第70回（2020年度）本戦は新型コロナウイルス感染症（COVID-19）流行の影響により、改正・新型インフルエンザ等対策特別措置法に基づく緊急事態宣言が発令された4月7日にNHKが「ニュースなどを除いて外部からの出演者を入れた収録や生放送を当面見合わせる」と発表した為、4月26日放送の1回戦第4局松尾歩-出口若武戦を最後に収録が停止された。5月3日放送分は前年度の69回大会の決勝戦、5月10日放送分は70回大会の女流棋士出場者決定戦をアンコール放送した後、4週にわたりNHK杯戦アーカイブスと題して第38回（1988年度）での羽生善治（当時五段）と当時の名人経験者4人（大山康晴、加藤一二三、谷川浩司、中原誠）との対局を再放送した。この間は放送終了時間を11:54に繰り上げており、11:54 - 12:00は「新型コロナウイルス 医師が伝えたいこと」の放送に充てられた。6月7日の放送終了前の画面と12日に更新された公式サイトにて14日よりの放送再開が告知され、6月14日放送の谷川浩司-中村太地戦からトーナメント再開となった。
トーナメント再開ととも感染対策としてセットを一新し、囲碁と同様に椅子に座っての対局になった他、対局者の前にアクリル板が設置された。対局者のほか、従来は対局場に同席していた棋譜読み上げと記録係のうち、棋譜読み上げ担当はスタジオ内の離れた場所（正面撮影カメラの脇に席が設置されている）で棋譜読み上げを行なうようになった（対局開始の挨拶時のみ登場し、開始後は自席に移動しテレビ画面に登場しない。棋譜の確認は盤面をモニタで確認しながら行なっている。）。また、解説用の大盤は従来より大型化して、大盤の左側にいる司会と右側にいる解説者の距離が若干広がり、司会のサイドにはアクリル板が設置されたため、大盤の駒操作は解説者が単独で行うようになった。対局後に感想戦を行う場合は、大盤解説者のみが記録係の席に着席（記録係は退席）する形になり、司会者は挨拶時の棋譜読み上げ担当同様に対局席の斜め前に立つ形となった。
なお、このセットは第73回大会（2023年度）の5月21日分まで使用されたが、新型コロナウイルスの感染法上の分類が5類に移行した事に伴い、5月28日から再度セットを変更し、対局者が座布団の上に座り、棋譜読み上げと記録係ともに同席するという、従来に近い形に戻されている。ただし感想戦の際はそれまでと同様に大盤解説者のみが立ち会う形を続けている（棋譜読み上げと記録係は退席。司会者は大盤のセットに残り、声のみで対局場とやり取りする）。
なお、1回戦のうち以下の5局は深夜に放送され、トーナメント表の変更は行われない。
- 第11局：郷田真隆 - 青嶋未来：7月25日 0:50 - 2:20(7月24日深夜)
- 第12局：畠山鎮 - 長谷部浩平：7月26日 0:30 - 2:00(7月25日深夜)
- 第14局：菅井竜也 - 渡辺大夢：8月1日 0:50 - 2:20(7月31日深夜)
- 第15局：阿久津主税 - 斎藤明日斗：8月2日 0:30 - 2:00(8月1日深夜)
- 第17局：佐々木慎 - 西山朋佳：8月7日 0:45 - 2:15(8月6日深夜)

### 第71回大会
第71回(2021年度)本戦は「2020年東京オリンピック」及び「2020年東京パラリンピック」の影響で、1回戦及び2回戦の一部の対局の放送時間が変更された。
加えて3回戦第6局を放送する予定であった2022年1月16日は、前日のトンガ沖火山噴火に起因する津波警報を受けた特別編成が敷かれたため、番組そのものが急遽休止となり、同様に深夜枠で振替放送されることになった。
なお、放送時間が変更される対局は以下の通り。
- 1回戦第17局：行方尚史 - 西川和宏：7月26日 0:45 - 2:15(7月25日深夜)
- 1回戦第18局：郷田真隆 - 石井健太郎：8月2日 0:45 - 2:15(8月1日深夜)
- 2回戦第1局：斎藤慎太郎 - 出口若武：8月9日 0:45 - 2:15(8月8日深夜)
- 2回戦第4局：三浦弘行 - 松尾歩：8月30日 1:10 - 2:40(8月29日深夜)
- 2回戦第5局：丸山忠久 - 糸谷哲郎：9月6日 0:45 - 2:15(9月5日深夜)
- 3回戦第6局：佐藤康光 - 佐々木大地：2022年1月23日 0:30 - 2:00(1月22日深夜)

## 司会
41回以降は司会を女流棋士が務め、解説は毎週異なる棋士が担当している（若手棋士が本戦に初出場した場合はその師匠や同門の棋士或いは個人的に繋がりのある棋士が、準決勝・決勝戦では順位戦A級在籍の棋士や、永世称号者が担当するケースが多い）。
| 回      | 年度        | 司会                                                                            |
| ------- | ----------- | ------------------------------------------------------------------------------- |
| ？ - 30 | ？ - 1980   | 二代目神田山陽（講談師）                                                        |
| 31 - 40 | 1981 - 1990 | 永井英明（近代将棋会長）※41回以降でも司会をしている映像がある                   |
| 41 - 43 | 1991 - 1993 | 谷川治恵                                                                        |
| 44 - 46 | 1994 - 1996 | 山田久美                                                                        |
| 47 - 49 | 1997 - 1999 | 藤森奈津子                                                                      |
| 50 - 52 | 2000 - 2002 | 中倉彰子                                                                        |
| 53 - 55 | 2003 - 2005 | 千葉涼子                                                                        |
| 56 - 58 | 2006 - 2008 | 中倉宏美                                                                        |
| 59 - 63 | 2009 - 2013 | 矢内理絵子                                                                      |
| 64 - 65 | 2014 - 2015 | 清水市代                                                                        |
| 66 - 67 | 2016 - 2017 | 藤田綾                                                                          |
| 68      | 2018        | 藤田綾（飯野愛、和田あき）                                                      |
| 69 - 71 | 2019 - 2021 | 藤田綾、中村桃子                                                                |
| 72 - 73 | 2022 - 2023 | 中村桃子、鈴木環那                                                              |
| 74 -    | 2024 -      | 鈴木環那、室谷由紀（藤田綾=2024年 5/5-12、6/2-9。7/28-） （貞升南=2024年 6/23） |

- 第59回の2009年7月26日と8月2日放送分は、収録される対局に矢内理絵子が出場する分が含まれていたため、代役として千葉涼子が司会を務めた。
- 1970年代中頃には、講談師の田辺一鶴が司会（聞き手）を務めた時期があった。
- ラジオ放送時代には倉島竹二郎（作家、観戦記者）が聞き手を務めた時期があった。
- 2014年5月18日・25日放送分は清水が女流王位決定戦に、2015年3月1日・8日放送分は女流名人戦五番勝負に出場するため、代役として矢内が司会を務めた。
- 2018年度司会の藤田綾が出産及び育児のために2018年8月11日～2018年11月30日の期間を休場し[24]、合わせて番組司会も休むため、その間、棋譜読み上げ担当の2人（飯野愛、和田あき）が代役で司会を務めた。具体的には、この期間に放送日もしくは対局日がかかる対局、すなわち2回戦第2局から3回戦第6局までが対象となった。収録が休場明けとなった3回戦第7局から復帰した。詳しくは第68回の本戦対局結果と放送日一覧を参照。
- 2024年度は前年から引き続きの鈴木環那と新たに室谷由紀の担当が予定されていたが、室谷が2024年3月に妊娠を発表。鈴木・藤田綾・貞升南が交替で司会を務め、室谷の司会初出演は出産後の11月になった。

## 決勝戦
決勝戦の放送では、冒頭で対局者へのインタビューなどが放送され、また、最後に表彰式が放送されるため番組構成が若干異なる。これらのコーナーについては司会進行役をNHKアナウンサーが務める。まず、番組の冒頭の部分では、対局室とは別のスタジオに決勝戦の対局者・解説者・聞き手が集まり、対局者に対しては今期のトーナメントで印象に残っている対局や決勝戦への意気込み、解説者や聞き手に対しては決勝戦の見所などについてインタビューがなされる。それに引き続いて、決勝戦では振り駒の様子やNHK杯将棋トーナメントの歴代優勝者など放送される。また、最後の部分では表彰式が放送され、優勝者に対してはNHK杯（優勝カップ）と賞状及び「NHK杯選手権者」の称号が贈られる（「NHK杯選手権者」の称号を贈ることは賞状に記されている）。また、準優勝者に対しては賞状が授与される。

### ラジオ放送での決勝戦
第60回から第62回の決勝戦についてはNHKラジオ第1放送でのラジオ放送も行われ、NHKオンラインでも公開されている。
| 回 | 年度      | 決勝戦の 対局者 | 決勝戦の 対局者 | 決勝戦の 対局者 | テレビ放送     | テレビ放送 | テレビ放送 | テレビ放送 | ラジオ放送     | ラジオ放送 | ラジオ放送                 | ラジオ放送 |
| 回 | 年度      | 決勝戦の 対局者 | 決勝戦の 対局者 | 決勝戦の 対局者 | 放送日         | 司会者     | 聞き手     | 解説者     | 放送日         | 司会者     | 解説者                     |            |
| -- | --------- | --------------- | --------------- | --------------- | -------------- | ---------- | ---------- | ---------- | -------------- | ---------- | -------------------------- | ---------- |
| 60 | 2010 年度 | 羽生善治        | 対              | 糸谷哲郎        | 2011年 3月27日 |            | 矢内理絵子 | 森内俊之   | 2011年 5月05日 | 村上信夫   | 米長邦雄 渡辺明 佐藤康光   |            |
| 61 | 2011 年度 | 羽生善治        | 対              | 渡辺明          | 2012年 3月18日 | 関口泰雅   | 矢内理絵子 | 森内俊之   | 2012年 3月20日 | 村上信夫   | 米長邦雄 谷川浩司 橋本崇載 |            |
| 62 | 2012 年度 | 羽生善治        | 対              | 渡辺明          | 2013年 3月17日 | 堀伸浩     | 矢内理絵子 | 藤井猛     | 2013年 5月03日 | 関口泰雅   | 島朗 木村一基 橋本崇載     |            |

## 特別番組

### 歴代優勝者が選ぶ名勝負十局
2010年12月25日に『NHK杯将棋トーナメント60周年記念 歴代優勝者が選ぶ名勝負十局』を放送。ゲストは羽生善治、矢内理絵子。司会は長野亮。
| 順位 | 回 | 年度 | 放送        | 回戦     | 対局者              | 対局者            | 備考 |
| ---- | -- | ---- | ----------- | -------- | ------------------- | ----------------- | --- |
| 1    | 38 | 1988 | 1989年2月   | 準々決勝 | 加藤一二三 九段     | 羽生善治 五段     | 羽生の▲5二銀が炸裂。                                                                                               |
| 2    | 44 | 1994 | 1995年3月   | 決勝     | 米長邦雄前名人      | 中原誠 永世十段   | 長年のライバルが決勝で戦う（この対局前まで中原97勝、米長77勝）。優勝は中原。                                       |
| 3    | 47 | 1997 | 1998年3月   | 決勝     | 羽生善治 四冠       | 村山聖 八段       | 村山、これが人生最後の出場。最終盤で錯覚して逆転負け。村山は局後に「優勝したはずだったんですが・・・」とこぼした。 |
| 4    | 38 | 1988 | 1989年3月   | 決勝     | 中原誠 NHK杯        | 羽生善治 五段     | 羽生、大駒2枚を切る攻めで初優勝。                                                                                  |
| 5    | 39 | 1989 | 1990年3月   | 決勝     | 島朗 前竜王         | 櫛田陽一 四段     | 四段の棋士が優勝（初）。                                                                                           |
| 6    | 54 | 2004 | 2005年3月   | 決勝     | 羽生善治 四冠       | 山崎隆之 六段     | 羽生が考慮時間10分を残している中で考慮時間を使い切った山崎が勝ち、初優勝。                                         |
| 7T   | 53 | 2003 | 2003年7月   | 1回戦    | 畠山鎮 六段         | 中井広恵 女流三冠 | 女流棋士の勝利（初）。                                                                                             |
| 7T   | 57 | 2007 | 2008年2月   | 準々決勝 | 羽生善治 王座・王将 | 長沼洋 七段       | 本戦初出場の長沼が羽生を下してベスト4。                                                                            |
| 7T   | 57 | 2007 | 2007年10月  | 2回戦    | 羽生善治 王座・王将 | 中川大輔 七段     | 羽生が大逆転勝利（1歩も余らない自玉の即詰みを見落とした中川がトン死）。                                            |
| 10   | 29 | 1979 | [ 注釈 50 ] | 3回戦    | 大山康晴 十五世名人 | 加藤一二三 王将   | 勝勢にあった加藤が指した悪手▲8八金を見て、大山が電光石火のアクションで△同角成。                                    |

| 9  | 8  | 7  | 6  | 5  | 4  | 3  | 2  | 1  |    |
| 香 | 桂 |    | 金 |    |    |    |    |    | 一 |
|    | 飛 |    |    |    |    | 玉 |    |    | 二 |
| 歩 |    |    | 歩 | 歩 | 歩 | 桂 |    |    | 三 |
|    |    | 歩 | 銀 |    |    | 歩 |    |    | 四 |
|    | 歩 |    |    |    |    |    |    |    | 五 |
|    |    | 歩 |    |    |    |    |    |    | 六 |
| 歩 | 歩 | 銀 | 歩 | 歩 | 歩 | 歩 | 香 | 歩 | 七 |
|    |    | 金 |    |    | 玉 |    | 歩 | 飛 | 八 |
| 香 | 桂 |    |    |    |    | 金 |    | 角 | 九 |

| 9  | 8  | 7  | 6  | 5  | 4  | 3  | 2  | 1  |    |
| 香 |    | 玉 |    | 金 |    |    | 桂 | 香 | 一 |
|    |    |    |    |    |    | 龍 |    |    | 二 |
|    | 歩 | 銀 | 銀 | 歩 | 金 | 角 | 歩 | 歩 | 三 |
|    |    |    |    |    |    | 歩 |    |    | 四 |
| 歩 | 桂 | 飛 |    | 歩 | 歩 |    | 歩 |    | 五 |
|    |    |    | 金 |    |    |    |    |    | 六 |
| 歩 | 歩 |    |    |    | 歩 | 歩 |    | 歩 | 七 |
| 香 | 銀 |    |    | 銀 |    |    |    |    | 八 |
| 玉 | 桂 | 金 |    |    |    |    | 桂 | 香 | 九 |

| 9  | 8  | 7  | 6  | 5  | 4  | 3  | 2  | 1  |    |
| 香 | 桂 |    |    | 玉 |    |    | 桂 | 香 | 一 |
|    | 飛 |    |    | 銀 |    | 飛 |    |    | 二 |
|    | 全 |    | と | 歩 |    | 角 | 歩 |    | 三 |
| 歩 |    | 歩 |    |    |    |    |    | 歩 | 四 |
|    |    |    |    |    | 歩 | 歩 | 歩 |    | 五 |
| 歩 | 歩 | 金 |    |    | 歩 |    | 銀 | 歩 | 六 |
|    |    |    |    |    |    |    |    |    | 七 |
| 玉 |    | 金 |    | 金 |    |    |    |    | 八 |
| 香 | 桂 | 角 | 銀 |    |    |    | 桂 | 香 | 九 |

## エピソード
段位、称号は当時のもの。
新鋭羽生五段 名人経験者をすべて破る
- 第38回（1988年度）の羽生善治五段は当時現役だった名人経験者4人（大山康晴、加藤一二三、谷川浩司、中原誠）[注釈 51]を全て撃破して初優勝した。3回戦で羽生が大山を下した直後、当時司会を務めていた永井は「あーすごいですね、いやーたいしたもんですねー、勝率8割1分8厘からまた上がりましたよ」と驚嘆していた。また、準々決勝の加藤戦での▲5二銀は伝説の一手と言われ、この手が指された瞬間に解説の米長邦雄は、「おぉー、やった！」とマイクの音が割れる大声をあげた。解説室は対局場とは別の部屋であったにもかかわらず、その大声は対局場の羽生に聞こえたようで、解説の声が対局場まで届いたのは後にも先にもこれが唯一とされる[26]。尚これらの対局の模様は前述の通り2020年5月17日放送分から6月7日放送分まで4週にわたって再放送された。

反則負け
- 時間切れ

第46回3回戦（1997年1月19日放送）小林健二八段 対 屋敷伸之七段  - 小林八段の時間切れの反則負け
自玉の頓死を見落とし駒を一度は持ったものの同じマス目に置き直し、記録係の野月浩貴が「20秒、1、2、3、4、5、6、7、8、9、10」と30秒目のコールをした後に時間切れを告げるブザーが鳴った。あまりのことに自分にあきれ返ったから、次の手を指せなかったという。小林はこの対局の後、頭を丸坊主にした。また、2015年7月5日放送の「将棋フォーカス」における「ハプニング特集」では、小林自身が「着手しようとしたら自玉の詰み筋が見え、受けを考えようとしたら時間切れになった」と電話で述懐した。
- 二歩

第54回1回戦（2004年度、2004年6月20日放送）豊川孝弘六段 対 田村康介五段 - 豊川六段の二歩（反則負け）
第55回1回戦（2005年度放送） 松尾歩五段 対 先崎学八段 - 松尾五段の二歩（反則負け）
第64回準決勝（2014年度、2015年3月8日放送）橋本崇載八段 対 行方尚史八段 - 橋本八段の二歩（反則負け）
駒が取れない
- カラー放送開始後にはスタジオのライトが強くなったことで、駒に塗られたワックスが熱により溶けて盤に貼り付いてしまうトラブルが発生した[28]。それに遭遇した森安秀光は、秒読みに追われる中、次の指し手を大声で発し、切れ負けをしのいだ[29][注釈 53]。

対局予定者の休場時の扱い
- 第34回（1984年度）で、前回優勝者の大山康晴NHK杯が急病で休場となり、穴埋めとして谷川浩司名人と米長邦雄王将の特別対局が行われた。この勝負は米長の勝利に終わる。ところがこの対局がエキシビションではなく「公式戦」の扱いとなってしまったため、本戦トーナメントで青野照市八段に敗れた谷川は、名人がNHK杯において1年で2敗を喫すると言う珍記録を作ってしまった[30]。
- 第42回（1992年度）の年度途中で大山康晴十五世名人が死去し、2回戦で大山との対戦予定が組まれていた島朗七段戦は、島の不戦勝扱いとなった。また、第58回（2008年度）では中原誠十六世名人が急病で休場し、2回戦第16局で対戦予定が組まれていた阿久津主税六段戦は、阿久津の不戦勝扱いとなった。

「ノータイム指し」糸谷哲郎の活躍
- 第59回の準決勝・渡辺明竜王対糸谷哲郎五段では、糸谷が得意の超早指しに渡辺も超早指しで対抗した結果、糸谷が勝利。感想戦の放送も早く終了し、久々に臨時の番組が後ろに挿入された（NHK杯将棋名局選）。
- 第60回の準決勝（2011年3月20日放送分）において、糸谷が丸山忠久九段に39手で勝利した[31]。これは、本戦での最短手数記録[注釈 54][信頼性要検証]。このときも前述の渡辺竜王との対戦時同様時間が余ったが、臨時の番組が挿入されることなく番組終了まで感想戦が放送された。
- 第69回（2019年度）は、1回戦で「マッハ指し」と称されている超早指しの田村康介七段と対戦。両者共超早指しで応戦した結果、対局開始から30分足らずの91手で糸谷が勝利。感想戦は対局時間より長い50分間も放送終了まで行われた。

高齢棋士・遅咲き棋士・引退直前の棋士の健闘
- 第33回（1983年度）は、65歳の花村元司九段が予選を勝ち抜き本戦出場。1回戦で中村修五段を破り、2回戦は60歳大山康晴十五世名人との「還暦超え対決」となった。結果は106手で後手大山の勝ち。大山はそのまま3回戦以降も勝ち抜いて「還暦優勝」を果たし、1985年に現役のまま死去した花村にとっては最後のNHK杯本戦出場となった。
- 第42回（1992年度）では丸田祐三九段が73歳で予選を突破し、本戦1回戦で森安秀光九段に勝利した。
- 第43回（1993年度）では加藤一二三九段が54歳で12年ぶりに優勝、当時の最長間隔優勝記録であった（現在の最長間隔優勝記録は13年で、森内俊之が第51回（2001年度）・第64回（2014年度）、山崎隆之が第54回（2004年度）・第67回（2017年度）で達成）。なお最高齢優勝は大山康晴の61歳。
- 第52回（2002年度）は、共に62歳で優勝経験者の内藤國雄九段（予選通過者）と加藤一二三九段（順位戦A級シード）が、2回戦で「還暦超え対決」となり、内藤が勝利している。
- 第60回（2010年度）は、順位戦C級2組からの陥落により引退が決まっていた有吉道夫九段が74歳で予選を突破。本戦出場の最年長記録を更新した。1回戦で高橋道雄九段に敗れたため、前記した丸田祐三の持つ最年長勝利記録は更新できなかった。この件がきっかけとなり、日本将棋連盟の引退日の規定が「引退が決まった年度末（3月31日）」から「引退が決まった年度に勝ち残っていた棋戦の最終対局日。ただし、テレビ棋戦の場合は、対局の放映日」に変更された。
- 第68回（2018年度）では、40歳代にして本戦初出場を決めた2人がいずれも本戦1回戦勝利以上の活躍を見せた。
  - 安用寺孝功六段は、1999年のプロ入り以来予選敗退が続いていたが、プロ19年目にして本戦初出場を決め、本戦1回戦（放送当時43歳）で、前年度朝日杯将棋オープン戦優勝の実績を持つ八代弥六段に勝利、2回戦へ進出したが、広瀬章人八段に敗退。
  - 更には、戦後最年長プロデビューの今泉健司四段も本戦初出場を決め、本戦1回戦（放送当時45歳）で藤井聡太七段との対戦となり、「戦後最年長プロデビューの今泉四段 vs 戦後最年少プロデビューの藤井七段の初対局」として、当年度の注目対局となった[32]。結果は今泉が勝利し、こちらも本戦初出場にして2回戦進出となった。さらに2回戦で深浦康市九段に勝ち3回戦に進出したが、久保利明王将に敗退。

最初で最後の決勝
- 第47回（1997年度）の決勝（1998年2月対局）では、最終盤で村山聖八段にミスが出て羽生に逆転負けをする。準優勝のインタビューでは、村山らしく笑顔で「優勝したはずだったんですが」とおどけてみせた。村山は病気療養のため同年4月から全ての棋戦を休場したが、復帰を果たせぬまま同年8月に死去した。

ファッション・パフォーマンス
- 橋本崇載四段が第54回（2004年度）の本戦に出場し、対松尾歩五段戦では金髪、パンチパーマ、紫のシャツというファッションで対局した。また、第57回（2007年度）での対阿部隆八段戦でのカメラを意識した目線は話題を呼んだ。
- 吉田正和四段は本戦初出場となった第60回（2010年度）の第1回戦（屋敷伸之九段戦）に剃髪をして登場した。
- 第62回（2012年度）1回戦第3局（2012年4月22日放送）では佐藤紳哉六段がカツラをつけて登場し、豊島将之六段との対局前インタビューで、格闘技やプロレスの煽りのような受け答えをして話題となった[33]。その（放送日基準で）半年後の2回戦第12局（10月28日放送）では、橋本崇載八段が羽生善治NHK杯との対局前インタビューで佐藤の発言を引用してパフォーマンスを真似た。佐藤の「煽り発言」は以降も多く引用され、対象となった豊島自身も、解説を務めた第63回（2013年度）準々決勝第4局（2014年2月23日放送・屋敷伸之九段対大石直嗣六段）で、対局する両者を評するために引用した。

喫煙
- かつては喫煙しながらの対局もあり、第31回（1981年度）の決勝戦では伊藤果五段が煙草を片手に投了した。

解説者がトイレに
- 第36回（1986年度）準決勝・第2局（1987年3月15日放送）、淡路仁茂八段と森雞二九段の対戦。解説者は晩年の升田幸三実力制第4代名人が務めたが、途中でトイレに行き解説者一時不在となった。その間司会の永井が1人で間をつないだ。

2年連続同一カードの決勝戦
- 第60回（2010年度）では、前年第59回のベスト4によるシード棋士4人が全員準決勝に進出し、NHK杯テレビ将棋トーナメントで史上初めて2年連続で同一のベスト4となった（羽生善治・渡辺明・丸山忠久・糸谷哲郎）。さらに、決勝戦も2年連続で同一カードとなり（羽生対糸谷）、これもNHK杯史上初の出来事であった。同一カード決勝戦はいずれも羽生が優勝した。
- 第62回（2012年度）では、前年第61回の決勝進出者であった羽生善治、渡辺明がともに勝ち進み、2年連続同一カードの決勝戦となった（2年ぶり、史上2度目）。同一カード決勝戦は1年目は羽生が優勝、2年目は渡辺が羽生の5連覇・NHK杯対局25連勝を阻止し初優勝した。
- 第73回（2023年度）では、前回第72回の決勝進出者であった藤井聡太、佐々木勇気がともに勝ち進み、2年連続同一カードの決勝戦となった（11年ぶり、史上3度目）。同一カード決勝戦は1年目は藤井が優勝、2年目は佐々木が藤井の2連覇を阻止し初優勝した。

2回連続千日手
- 第61回（2011年度）の1回戦第10局、佐藤康光九段対永瀬拓矢四段の対局（2011年5月9日放送）は、NHK杯戦史上初[注釈 55]の2回連続千日手となった。再指し直し局で永瀬が佐藤を破った。

羽生世代の決勝進出
- 第45回（1995年度）～第64回（2014年度）の20年間、毎年必ず羽生世代の誰かが決勝に進出していた。第65回（2015年度）は、羽生善治名人が初戦である2回戦敗退など波乱が多く、準々決勝で藤井猛九段・郷田真隆王将が敗れたことで、決勝はおろか準決勝進出者もいなくなり、記録が途切れた。
- 第66回（2016年度）以降は再び、羽生世代の棋士が少なくとも1人勝ち残る状態が続いている。第66回（2016年度）では佐藤康光九段が優勝し、第67回（2017年度）では郷田真隆九段が準決勝まで勝ち残った（同年度優勝の山崎隆之に敗れた）。
- 第68回（2018年度）の準々決勝では第1局で森内俊之九段が三枚堂達也六段に、第2局で丸山忠久九段が久保利明王将に、第3局で羽生善治九段が豊島将之二冠に、第4局で郷田真隆九段が広瀬章人竜王に、それぞれ勝利し、第51回（2001年度）以来17年ぶりにベスト4全員が羽生世代となった。

同姓対決
- 第66回（2016年度）では準決勝に進出した4人中3人が佐藤姓となり[注釈 56]、佐藤康光九段が佐藤天彦名人・佐藤和俊六段を連破して優勝。

決勝が同門兄弟弟子による対決
- 第42回（1992年度）の決勝には、共に高柳敏夫名誉九段門下である中原誠名人と島朗七段が進出した。決勝が同門兄弟弟子の対局となった唯一の出来事である。

「将棋フォーカス」MC対決
- 第67回（2017年度）の1回戦第16局（2017年7月16日放送）、山崎隆之八段対中村太地六段の対局は、同年度、両者とも「将棋フォーカス」でMCを交替で担当しており、MC対決となった。両者ともに2017年当時のNHK杯では珍しい和服姿での対局となった[注釈 57]。対局者の両者が和服というのは、2008年3月放送の決勝戦（佐藤康光二冠対鈴木大介八段）以来、およそ10年ぶりの出来事とされた[34]。また、この対局の舞台裏は翌週（2017年7月23日）の「将棋フォーカス」でも特集された[35]。結果は山崎が勝利。山崎はそのまま勝ち進んで、13年ぶりの優勝も手にした。

「低段位者・女流棋士」対「永世称号資格者」
- 四段棋士の本戦初出場・初優勝
  - 第39回（1989年度）で本戦に初出場した櫛田陽一四段は、本戦を勝ち進み準決勝で中原誠二冠（十六世名人資格者）と対局（1990年2月5日放送）し勝利、決勝では島朗七段を破り、歴代唯一の四段棋士による初出場・初優勝を果たした[36]。
  - 第61回（2011年度）で本戦に初出場した永瀬拓矢四段は、本戦1回戦で佐藤康光九段（永世棋聖資格者）と対局（2011年5月9日放送）、2回連続千日手の末に永瀬が勝利（上述）。2回戦で広瀬章人七段を相手に敗退。
  - 第67回（2017年度）で本戦に初出場した藤井聡太四段は、本戦2回戦で森内俊之九段（十八世名人資格者）と対局（2017年9月3日放送）。この年に「デビュー後29連勝」の新記録を樹立し注目を集めていたこともあり、この2回戦の対局は生放送[37]された（結果は藤井勝ち）。しかし3回戦で稲葉陽八段に敗れた。

- 「女流タイトル保持者」対「永世十段」

女流枠出場者と永世称号者のNHK杯本戦での対局は第53回（2003年度）で行われている。第53回の女流枠から出場した中井広恵女流三冠は本戦を勝ち進み、3回戦で中原誠永世十段と対局（2003年12月15日放送）。女流タイトル保持者と永世称号者との対局となった（結果は中原の勝ち）。
- 「奨励会初段」対「九段・永世称号資格保持者」

第68回（2018年度）の女流枠として加藤桃子女王が出場、本戦1回戦(2018年5月27日放送)勝利後に「女王」を失冠した。そのため本戦2回戦(2018年10月7日放送)では肩書を奨励会の段位である「初段」と呼称された。女流枠からの出場者が「奨励会員である女流タイトル保持者（非女流棋士）」で、かつ「本戦中に女流タイトル失冠」したために生じた現象である。さらに2回戦での対局相手は森内俊之九段（十八世名人資格者）だったため、公式棋戦の本戦に奨励会初段の肩書で登場し、最高段位の九段かつ永世称号資格保持者と対局するという二重の珍事となった（結果は森内の勝ち）。
- 「女流三冠」対「七冠」

女流枠出場者とタイトル保持者のNHK杯本戦での対局は第74回（2024年度）で行われている。第74回の女流枠から出場した西山朋佳女流三冠は本戦1回戦で木村一基九段を破り、2回戦（2024年9月15日放送）で藤井聡太竜王・名人（王位・王座・棋王・王将・棋聖のタイトル七冠保持者）と両者合わせて「タイトル十冠」の対局となった（結果は藤井の勝ち）。
優勝トロフィーの台座
優勝トロフィーの台座には回数・年度と歴代優勝者の氏名が刻まれる。一段目は優勝者名と合わせてその日付も刻まれている。このトロフィーの台座は、氏名を刻む余地がなくなると下に新たな台座を継ぎ足している。台座の「一段目」には第1回優勝者の木村義雄名人から第16回優勝者の加藤一二三八段まで（のべ16人分）、「二段目」は第17回・大友昇七段から第37回・中原誠名人まで（のべ21人分）、「三段目」は第38回・羽生善治五段から第72回・藤井聡太五冠まで（のべ35人分）の優勝者の名が刻まれた。2024年3月放送の第74回表彰式では、「四段目の台座」が継ぎ足されたトロフィーが披露された。四段目からは第74回優勝の佐々木勇気の名前から刻まれている。このように台座を次々と継ぎ足しているため、トロフィーは非常に重くなっている。なお、優勝トロフィーは放送撮影用のものであるため、優勝者であっても持ち帰ることはできない。
NHK杯本戦での長手数対局上位5局
2023年12月17日放送「将棋フォーカス」で特集されたNHK杯戦での長手数対局の上位5局（持将棋局を含む。予選は除く）
1. (1976年度) 276手：大内延介 ● - ○ 勝浦修
2. (1991年度) 263手：桐山清澄 ○ - ● 高田尚平
3. (1980年度) 257手：勝浦修 - 板谷進（=持将棋 引き分け）
4. (2014年度) 252手：行方尚史 - 澤田真吾（=持将棋 引き分け）
5. (1972年度) 240手：有吉道夫 ● - ○ 丸田祐三

- 1976年度の大内対勝浦の対局は、「24点法」で大内22点-勝浦32点となり276手で大内の投了となった。NHKには本局の映像は残されていない。

| 1976年度(第26回)NHK杯 大内延介 ● - ○ 勝浦修 第276手(投了図) ▽勝浦修 持駒：銀二 桂二 香 歩七\| 9 \| 8 \| 7 \| 6 \| 5 \| 4 \| 3 \| 2 \| 1 \| \| \| \| \| \| \| \| \| 龍 \| \| \| 一 \| \| \| \| \| \| \| \| \| \| \| 二 \| \| 玉 \| \| 圭 \| 圭 \| \| \| \| \| \| 三 \| \| 香 \| 金 \| 金 \| \| \| \| 銀 \| \| \| 四 \| \| 金 \| \| \| 歩 \| \| \| \| \| \| 五 \| \| \| \| \| \| 金 \| \| \| \| \| 六 \| \| \| \| \| 角 \| と \| \| \| 全 \| 馬 \| 七 \| \| \| \| と \| \| \| \| \| \| \| 八 \| \| 龍 \| \| \| \| \| \| \| \| 王 \| 九 \|▲大内延介 持駒：香二 歩八 |    |    |    |    |   |    |    |    |    |
| 9 | 8  | 7  | 6  | 5  | 4 | 3  | 2  | 1  |    |
| |    |    |    |    |   | 龍 |    |    | 一 |
| |    |    |    |    |   |    |    |    | 二 |
| 玉 |    | 圭 | 圭 |    |   |    |    |    | 三 |
| 香 | 金 | 金 |    |    |   | 銀 |    |    | 四 |
| 金 |    |    | 歩 |    |   |    |    |    | 五 |
| |    |    |    | 金 |   |    |    |    | 六 |
| |    |    | 角 | と |   |    | 全 | 馬 | 七 |
| |    | と |    |    |   |    |    |    | 八 |
| 龍 |    |    |    |    |   |    |    | 王 | 九 |

- 2014年度の行方対澤田の持将棋局は81手目で両者30秒将棋となったが、252手での持将棋成立まで対局時間が2時間を超えたため、持将棋成立の直前までの62手分の指し手をカットの上で放送された。澤田は「将棋フォーカス」内のインタビューで「公式戦で持将棋の経験がなく、どう終わればいいのか、相手の行方への持将棋の切り出し方が分からなかった」といい、対局では行方が切り出す形で持将棋が成立した。指し直し局では88手で行方が勝利した。

| 2014年度(第64回)NHK杯 行方尚史(25点) - 澤田真吾(29点) 252手(持将棋成立)まで ▽澤田真吾 持駒：金二 桂 香二 歩五\| 9 \| 8 \| 7 \| 6 \| 5 \| 4 \| 3 \| 2 \| 1 \| \| \| 玉 \| \| \| \| \| \| \| \| \| 一 \| \| と \| 杏 \| 龍 \| \| 全 \| \| \| \| \| 二 \| \| 金 \| 全 \| と \| と \| と \| \| \| \| \| 三 \| \| \| \| \| \| \| \| \| \| \| 四 \| \| \| \| \| \| \| 角 \| 金 \| 銀 \| \| 五 \| \| \| \| \| \| \| \| \| 銀 \| 王 \| 六 \| \| \| \| \| \| \| 龍 \| \| \| \| 七 \| \| \| \| \| \| \| \| と \| 馬 \| \| 八 \| \| \| \| \| \| \| \| \| \| \| 九 \|▲行方尚史 持駒：桂三 香 歩八 |    |    |    |    |    |    |    |    |    |
| 9 | 8  | 7  | 6  | 5  | 4  | 3  | 2  | 1  |    |
| 玉 |    |    |    |    |    |    |    |    | 一 |
| と | 杏 | 龍 |    | 全 |    |    |    |    | 二 |
| 金 | 全 | と | と | と |    |    |    |    | 三 |
| |    |    |    |    |    |    |    |    | 四 |
| |    |    |    |    | 角 | 金 | 銀 |    | 五 |
| |    |    |    |    |    |    | 銀 | 王 | 六 |
| |    |    |    |    | 龍 |    |    |    | 七 |
| |    |    |    |    |    | と | 馬 |    | 八 |
| |    |    |    |    |    |    |    |    | 九 |

NHK杯の本戦未出場者、最多予選敗退者
第74回開始時点で、現役棋士174名のうちNHK杯本戦に出場経験がないのは17名（74回本戦出場者を除く）。この17名中、最多予選敗退者は大平武洋（参加21回中、予選敗退21回）。全現役棋士174名中の最多予選敗退者は室岡克彦（参加42回中、本戦出場3回/予選敗退39回）。次いで所司和晴（参加38回中、本戦出場2回/予選敗退36回）、長沼洋（参加36回中、本戦出場1回/予選敗退35回）。